# 你是我的氧氣
《你是我的氧氣》，是由蘇帕努·洛瀚帕尼（Nut）與查納浦·提恩翁（Petch）主演的泰國同志愛情劇。劇情改編自Chesshire的同名小說。此劇於2020年9月12日在One 31電視台播出。 

## 劇情簡介
Gui是孤兒，從小便缺乏父母的愛。所以他必須自力更生才能活下去。相反，Solo家境富裕，享有豐富的物質生活。但自從Solo失去母親後，他開始變得抑鬱和自我封閉。然而在這讓人窒息的生活中，Gui與Solo相遇並成為了彼此不可或缺的“氧氣”。

## 演員陣容

### 主要人物
- 蘇帕努·洛瀚帕尼（Nut）飾演 Solo
- 查納浦·提恩翁 （Petch） 飾演 Gui

### 其他人物
- 塔納巴·恩甘卡莫柴（Boss）飾演 Kao
- 普貝斯·塔拉隆查納坤（Phu）飾演 Phuri
- 坦雅楠·芘帕彩斯莉（Natty）飾演 Khim
- 坤查努·肯甘卡（Kun）飾演 Dr.Petch
- 裕紀·杜隆薩格（Yuuki）飾演 Dr.Perth
- 查亞儂·布恩瑪納翁（Fourwheels）飾演 Khem
- 吉提瓦·林芬弗（Ishi）飾演 Moon
- 杜西安（Nathalie）飾演 Linda （Solo的未婚妻）
- 皮提普伊·米卡（Phe）飾演 C（Solo的父親）
- 拉皮帕·因潘（Toon）飾演 Jedi
- 納拉旦·楠布恩吉（Prince）飾演 Win
- 查塔納·基蒂亞潘（Dang）飾演 Yai
- 蘇帕蒙功·翁維素特（James）飾演 Beer
- 阿皮瓦·布潘漢蘭（T）飾演 Kay
- 提拉威·蘇帕翁（Lek）飾演 少年時期的Solo
- 吉耶蒂薩克·瓦塔納維查庫（Michael）飾演 Jay

## 劇集原聲帶
| 發佈年份 | 發佈日期 | 歌名                   | 合作藝人          | 來源           |
| -------- | -------- | ---------------------- | ----------------- | -------------- |
| 2020年   | 8月15日  | 《MY OXYGEN》          | 無                | [ 4 ]          |
| 2020年   | 9月28日  | 《ฝันที่อยู่ในฝัน》(夢中夢)  | 塔納巴·恩甘卡莫柴 | 翻唱 Gavin歌曲 |
| 2020年   | 12月5日  | 《MY OXYGEN》(English) | 無                | 英文版         |

## 外部連結
- MyDramaList劇集介紹及劇評 （页面存档备份，存于）